# Marta Carreras i Espina
Marta Carreras Espina (Barcelona, 28 de febrer de 1975) és una jugadora i entrenadora de rugbi catalana.
Formada al CE INEF Barcelona, jugava en la posició de pilar i va competir durant deu temporades a la màxima competició, entre 1998 i 2008. Entre d'altres èxits, va aconseguir tres campionats d'Espanya i un subcampionat d'Europa de clubs el 2008. Després de la seva retirada, fou entrenadora del mateix club aconseguint dos Copes de la Reina. Fou internacional amb la selecció espanyola de rugbi en setze ocasions, amb el qual es proclamà campiona d'Europa el 2003

## Palmarès
Com a jugadora
- 6 Campionat de Catalunya de rugbi femení: 2002-03, 2003-04, 2004-05, 2005-06, 2006-07, 2007-08
- 3 Campionat d'Espanya de Rugbi femení: 2004-05, 2005-06, 2006-07
- 1 medalla d'or al Campionat d'Europa de rugbi femení: 2003

Com a entrenadora
- 2 Campionat de Catalunya de rugbi femení: 2008-09, 2009-10
- 2 Campionat d'Espanya de Rugbi femení: 2008-09, 2009-10